# Xyris atrata
Xyris atrata är en gräsväxtart som beskrevs av Gustaf Oskar Andersson Malme. Xyris atrata ingår i släktet Xyris och familjen Xyridaceae. Inga underarter finns listade i Catalogue of Life.